# Cieślikowo
Cieślikowo – część wsi Lubaty w Polsce,  położona w województwie kujawsko-pomorskim, w powiecie włocławskim, w gminie Baruchowo.
W latach 1975–1998 miejscowość administracyjnie należała do województwa włocławskiego.